# Vele di Scampia
Vele di Scampia (pol. Żagle Scampii) – modernistyczne osiedle mieszkalne zbudowane w latach 1962–1975 w dzielnicy Neapolu o nazwie Scampia.
Osiedle swoją nazwę zawdzięcza budynkom o trójkątnych kształtach przypominających żagiel – szerokich u podstawy i wąskich przy wierzchołku. Kompleks został zaprojektowany przez architekta Francesco Di Salvo i pierwotnie składał się z 7 budynków – cztery z tych budynków wyburzono w latach 1997, 2000, 2003 i 2020, a z trzech pozostałych dwa zostaną zburzone, a jeden przebudowany. Osiedle to było symbolem degradacji tej części Neapolu oraz miejscem rozwoju przestępczości i patologii.

## Historia
Problemy osiedla zaczęły się w 1980 r. po trzęsieniu ziemi w Kampanii, skąd przesiedlono pozbawionych dachu nad głową mieszkańców. Znaczna część mieszkań została zajęta nielegalnie, a brak perspektyw na lepsze życie skłonił część mieszkańców do zejścia na ścieżkę przestępczości. Rozwojowi kryminalnej renomy osiedla sprzyjała również jego urbanistyka; liczne klatki schodowe, ślepe uliczki, zsypy i pomieszczenia sprzyjały rozkwitowi handlu narkotyków. Z czasem budowle ulegały coraz większej degradacji – mieszkania traciły okna, na ścianach tworzono graffiti, dewastowano klatki schodowe, a ponadto osiedle pokrywały nieuprzątnięte śmieci. Ponadto chodniki zostały przegrodzone ogrodzeniami, by w razie nalotu karabinierów zablokować im przejścia.
Pogarszający się stan osiedla przyczynił się do wyprowadzki części mieszkańców oraz pojawiania się bezdomnych zajmujących pustostany. Szacuje się, że w Vele di Scampia zamieszkiwało ok. 40 000 osób, a bezrobocie wynosiło około 60%.
Władze miasta, nie radząc sobie z problemami osiedla, postanowiły je w większości wyburzyć. Lokatorów przeniesiono do nowych mieszkań. Do wyburzeń dochodziło w latach: 1997, 2000, 2003, 2020. Planuje się zachować jeden budynek, a na części terenu pozostałego po wyburzeniach planuje się utworzenie osiedla dostosowanego do potrzeb mieszkańców.
Osiedle Vele di Scampia zostało opisane w książce „Gomorra” Roberto Saviano, a także pokazane w serialu Roberto Saviano i Giovanni Bianconi oraz w filmie Matteo Garrone, również pod tytułem „Gomorra”. Przyczyniły się one do umocnienia złej sławy osiedla.

## Architektura

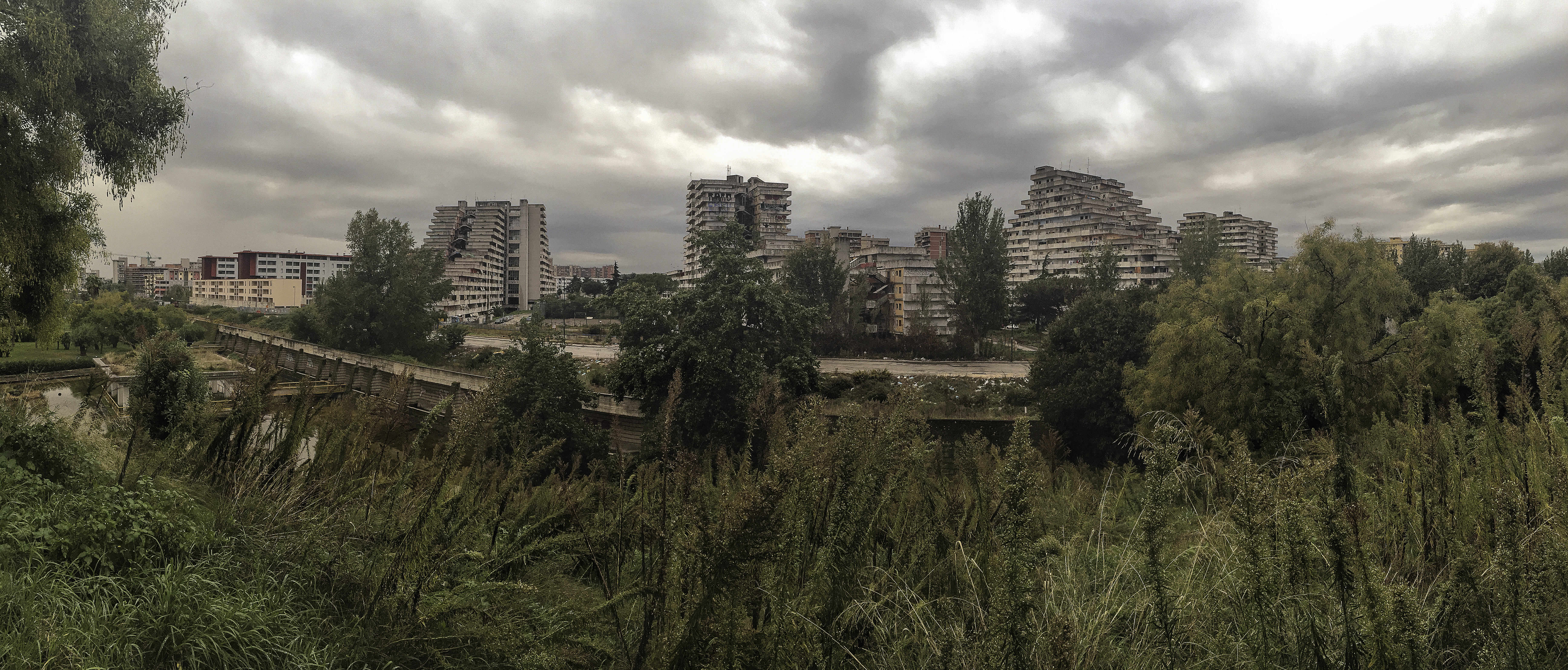
Panorama osiedla

7 piętnastopiętrowych budynków zaprojektował Francesco di Salvo. Stanowiły one modernistyczne, proste formy, narastające tarasowo. Budynki miały liczne balkony, a także system przejść i kładek. Budynki pełniły funkcję zarówno mieszkaniową i usługową, jak i społeczną. Przenikające się przestrzenie – prywatna, półprywatna i publiczna – miały przekładać się na zawieranie i zacieśnianie więzi sąsiedzkich. Osiedle to w założeniu miało być nowoczesnym przedmieściem Neapolu dla 70 tys. osób. Jego grupą docelową byli niezamożni neapolitańczycy.